# Marmulano
O marmulano  (Sideroxylon marmulano)  é uma planta do género Sideroxylon, da família Sapotaceae, espécie endémica da Madeira, Canárias e Cabo Verde, das quais existem três variedades:
- var. mirmulano - variedade à qual pertencem as plantas existentes na Madeira, Canárias e algumas de Cabo Verde.
- var. edulis e var. marginata - variedades endémicas de Cabo Verde.

Apresenta-se como uma árvore ou pequeno arbusto com até 10 metros de altura com folhas persistentes coriáceas com de 4 a 15 centímetros de forma obovada a elíptica.
As flores são rosadas e com pétalas de até 0,7 centímetros, dispostas em glomérulos axilares, sendo o fruto um drupáceo de até 1,8 centímetros e de cor vermelha a purpúreo anegrado na fase da maturação.
Trata-se de uma espécie que na ilha da Madeira é característica do matagal da floresta do marmulano. Esta planta também aparece na ilha de Porto Santo e nas ilhas Desertas, pertencentes ao mesmo arquipélago.
Apresenta floração de Dezembro a Janeiro.